# Дивіденди
Дивіде́нди (лат. dividendum — те, що підлягає поділу) — частина прибутку, яка виплачується (і) емітентом корпоративних прав на користь власників корпоративних прав, або (і) державним некорпоратизованим, казенним чи комунальним підприємством на користь відповідно держави або місцевої громади (що, за своєю суттю, — те саме).
Отримання дивідендів є одним із найсуттєвіших прав акціонера чи учасника товариства (поряд із правом управління товариством або правом отримання своєї частки у разі ліквідації товариства).

## Обмеження на виплату дивідендів
Дивіденди за простими акціями акціонерних товариств не можуть бути виплачені:
- якщо акції, на які нараховуються дивіденди, не повністю сплачені
- якщо поточні дивіденди за привілейованими акціями не виплачено повністю
- якщо товариство має зобов'язання про викуп власних акцій
- якщо власний капітал товариства є менший, ніж сума його статутного капіталу, резервного капіталу та розміру перевищення ліквідаційної вартості привілейованих акцій над їх номінальною вартістю.

Інші юридичні особи можуть виплачувати дивіденди без обмежень — стан речей, що є невідомим для більшості країн Європи.

## Обмеження, яке стосується співвідношення активів і капіталу
Особливої уваги заслуговує обмеження, яке стосується співвідношення активів і капіталу (asset-based liquidity test). Оскільки капітал товариств (тобто внески його засновників і акціонерів) розглядається як гарантія задоволення можливих вимог кредиторів, закон створює механізми, направлені на збереження у власності товариства внесків акціонерів. Обмеження на виплату дивідендів є одним із таких механізмів.
Імплементація цього обмеження в Україні має два дефекти:
1. Статутний капітал акціонерних товариств формується коштом номінальної вартості усіх випущених товариством акцій. Однак внески акціонерів до капіталу товариств зовсім не обмежуються номіналом акцій. Навпаки, закон вимагає розміщувати додаткові акції не за ціною номіналу, а за ринковою вартістю. Ринкова вартість акцій може перевищувати номінал в рази або в десятки разів. Для того, щоб обмеження досягло своєї регуляторної мети, воно повинно включати не номінальну, а повну вартість акцій: номінал акцій плюс так званий емісійний дохід — суму перевищення сплаченої за акцію ціни над номіналом акції. Формула українського закону (номінал плюс резервний капітал) не забезпечує досягнення цієї мети, оскільки визначення резервного капіталу не включає емісійний дохід. Відповідно до Закону, резервний капітал є нічим іншим, ніж нерозподіленим прибутком минулих років, який обраховується в обліку товариства на рахунку під назвою «резервний капітал». Ця прогалина була усунена в законодавстві, скажімо, Великої Британії ще 1948 року, коли з метою визначення обмежень на виплату дивідендів емісійний дохід був включений до поняття не розподілюваних резервів[2], але не була усунена у Другій Директиві, яка залишає визначення таких резервів на розсуд держав-членів.

1. Обмеження також повинно застосовуватись таким чином, щоб співвідношення чистих активів і капіталу виконувалось не лише до виплати дивідендів, але і після цього. Однак закон виписаний таким чином, що можливе інакше розуміння обмеження, а саме: виплата дивідендів можлива, якщо на момент виплати вартість активів є вищою за вартість капіталу. Привертає увагу той факт, що і в Другій Директиві[3], і в російському Законі «Про акціонерні товариства»[4] (2 джерела, з яких автори українського закону використовували моделі регулювання і навіть формулювання) особливий акцент зроблений на тому, що співвідношення має виконуватись як до, так і після виплати дивідендів. В українському законі цей акцент чомусь загубився.[5]

## Оподаткування дивідендів
Дивіденди – пасивні доходи платника податків. При виплаті дивідендів, Товариство виступає як податковий агент, утримує та перераховує податки з дивідендів до бюджету (п. 170.5.2. ст. 170 Податкового кодексу України). Виплата дивідендів не підлягає оподаткуванню податком на додану вартість (п. 196.1.6 ст. 196 Податкового кодексу України). Ставки податку для фізичних осіб:
- 5 % нарахованих платниками податку на прибуток підприємств (п. 5.2. ст. 167 Податкового кодексу України);
- 9 % нарахованих платниками єдиного податку (п. 5.4. ст. 167 Податкового кодексу України).

З 2014 року, з дивідендів додатково утримується військовий збір. Розмір військового збору становить 1,5% від нарахованої заробітної плати.